# Basler Erdbeben 1356

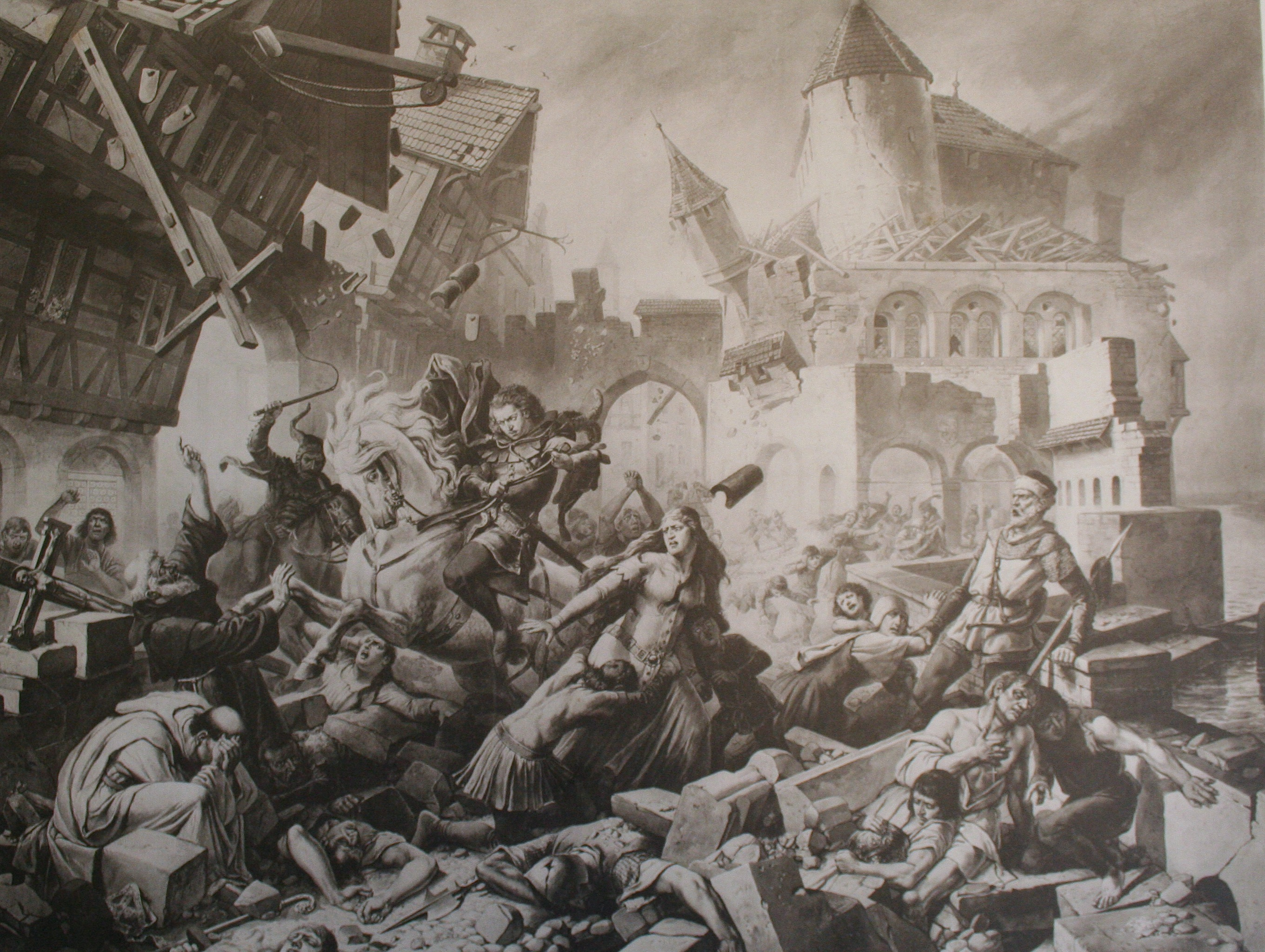
Das Erdbeben von Basel auf einer Darstellung des Historienmalers Karl Jauslin

Als Basler Erdbeben von 1356 bezeichnet man eine Serie von sehr starken Erdstössen, die Basel ab dem Nachmittag des 18. Oktobers («Lukastag») 1356 in Trümmer legten. Ihre Intensität wird nach den Schäden auf Stufe X, «vernichtendes » der Modifizierten Mercalliskala geschätzt.

## Ablauf
Das Erdbeben begann etwa um vier Uhr nachmittags mit einem ersten Stoss: Viele Häuser und der Chor des Basler Münsters stürzten ein; von Panik ergriffen flüchteten die Menschen auf offenes Gelände. Abends ab 22:00 Uhr bis Mitternacht folgten weitere, schwerere Stösse; Schäden wurden bis in 50 Kilometer Entfernung festgestellt. Die Stadt geriet in Brand, das Dach des Münsters stürzte in das Kirchenschiff und zerstörte die Altäre, die Orgel und die Bilder. Acht Tage lang habe den Quellen zufolge das Feuer gewütet, bis es schliesslich keine Nahrung mehr fand. Fast alle Kirchen der Stadt und vierzig Burgen im Umkreis wurden beschädigt.
Der Mittelpunkt des Erdbebens lag unter dem Dorf Reinach BL einige Kilometer südlich der Stadt Basel: Dort verläuft ein tiefer Riss in der Erdkruste, der von Aesch aus in zwei Armen weit nach Norden reicht. Entlang dieses Risses sank vor vielen Millionen Jahren die Birs- und Rheinebene in die Tiefe.

## Folgen
Die Anzahl der Todesopfer des Bebens war begrenzt, da viele nach dem Vorbeben am Nachmittag aus der Stadt geflüchtet waren. Die Angaben differieren in den verschiedenen historischen Quellen allerdings. Einige gehen von etwa 100 Toten aus, andere nennen 300, 1000 oder 2000 Tote. Der Wiederaufbau konnte so bald beginnen, und schon im Frühsommer 1357 war Basel zu einem normalen Stadtalltag zurückgekehrt. Bis etwa 1370 waren die durch das Erdbeben zerstörten Gebäude wiederhergestellt.

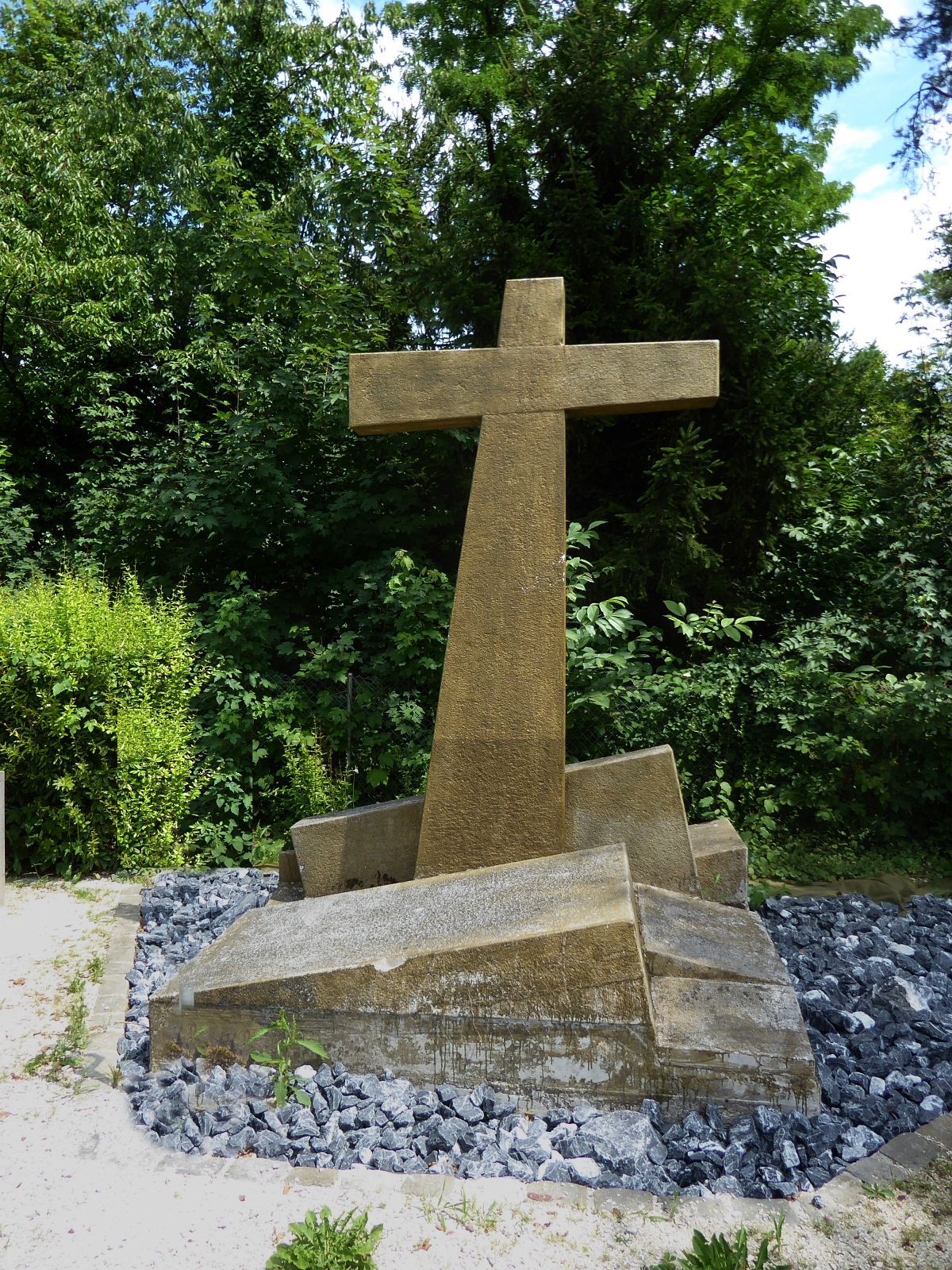
Erdbebenkreuz in Reinach

Ein Kreuz in Reinach erinnert als Denkmal an dieses Erdbebengeschehen und an die Geschichte bzw. Legende des Grafen Walram von Thierstein aus der Erdbebenzeit.

## Stärke
Die meisten Expertisen, die mitunter auf Basis von historischen Berichten und der Untersuchung der vorhandenen Schäden an Burgen verfasst wurden, schätzen die Stärke des Erdbebens auf 6,0 bis 6,3 auf der Momenten-Magnituden-Skala. Neuere Studien nennen aber auch höhere Werte, so zum Beispiel 2006 das GFZ 6,6, 2004 der Schweizerische Erdbebendienst 6,7 bis 7,1 und 2002–2004 die PEGASOS-Studie des Eidgenössischen Nuklearsicherheitsinspektorats 6,0 bis 7,0.

“The earthquake that occurred on October 18, 1356 in the region of Basel is the strongest historically documented earthquake in central Europe.”

«Das Erdbeben, das sich am 18. Oktober 1356 in der Gegend von Basel ereignete, ist das stärkste, das in historischer Zeit in Zentraleuropa dokumentiert wurde.»

## Rezeption
Archäologen rekonstruierten die Auswirkungen des Bebens in der örtlichen Archäologischen Informationsstelle im Lohnhof, in dessen Eckturm als Teil der ehemaligen Stadtmauer die Bebenschäden noch heute sichtbar sind, mit der Ausstellung Basel, 1070-1358 n. Chr.: Mittelalterlicher Stadtmauerturm.